# Jens-Uwe Schlieder

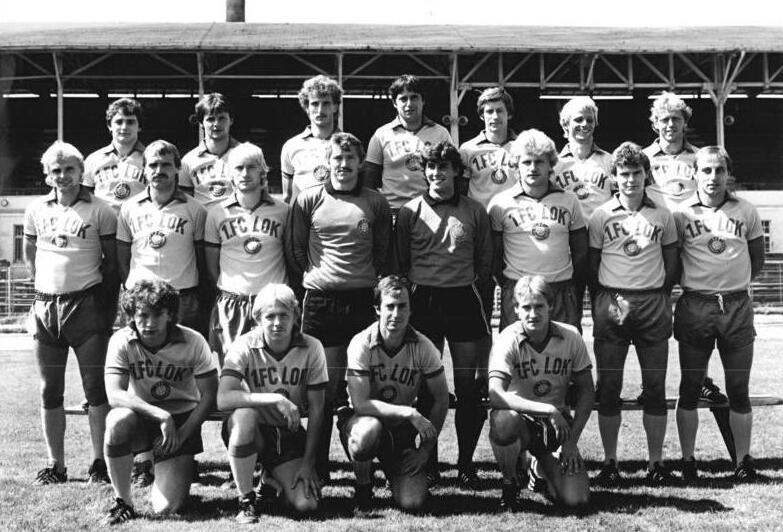
Jens-Uwe Schlieder (vordere Reihe, erster von links) mit 1. FC Lok Leipzig in 1982

Jens-Uwe Schlieder (* 2. März 1959) ist ein ehemaliger deutscher Fußballspieler. Für den 1. FC Lokomotive Leipzig spielte er in den 1970er- und 1980er-Jahren in der DDR-Oberliga, der höchsten Spielklasse im DDR-Fußball.

## Sportliche Laufbahn
Mit zwölf Jahren wurde Jens-Uwe Schlieder 1971 in die Nachwuchsabteilung des 1. FC Lokomotive Leipzig aufgenommen. Von 1974 bis 1976 spielte er in der Juniorenmannschaft, mit der er 1976 als Linksaußenstürmer DDR-Meister wurde. Diese Position besetzte er für den 1. FC Lok auch in der Nachwuchsoberliga, wurde aber häufig auch auf anderen Plätzen eingesetzt. Schlieder spielte in der Nachwuchsoberliga bis zu deren Einstellung 1983.
In der Oberligamannschaft von Lok Leipzig wurde Schlieder von 1979 an aufgeboten. Er blieb dort aber bis zu seinem Ausscheiden 1983 nur Ersatzspieler und kam in den fünf Spielzeiten nur zu 20 Einsätzen. Nur in seinem Debütspiel am 19. Spieltag der Saison 1978/79 spielte er als Mittelfeldspieler in der Begegnung 1. FC Magdeburg – 1. FC Lok (3:0) über die gesamte Spieldauer. In den folgenden 19 Einsätzen wurde er jeweils eingewechselt.
Im Sommer 1983 wechselte Schlieder zum zweitklassigen DDR-Ligisten ISG Schwerin. Dort war er von Beginn an Stammspieler. Er wurde als Linksaußenstürmer in 19 von 22 Ligaspielen eingesetzt und erzielte sechs Tore. Im Mai 1984 wurde er für achtzehn Monate zum Wehrdienst in der Nationalen Volksarmee eingezogen. Während dieser Zeit erhielt er Gelegenheit, bei der Armeesportgemeinschaft Vorwärts Dessau weiter in der DDR-Liga Fußball zu spielen. Von der Saison 1984/85 an wurde die DDR-Liga statt zuvor mit fünf nun mit zwei Staffeln ausgetragen, in denen jeweils 34 Spiele ausgetragen werden mussten. Während Schlieders Armeezeit fanden 41 Ligaspiele statt, in denen er 32-mal eingesetzt wurde. Er spielte zwar regelmäßig als Mittelstürmer, war aber oft Gegenstand von Ein- und Auswechslungen. Während er in seiner ersten Dessauer Saison acht Tore in den Ligaspielen geschossen hatte, gelang ihm in den sieben Spielten der Saison 1985/86 kein Treffer.
Nach seiner Entlassung aus dem Militärdienst beendete Schlieder seine Laufbahn als Leistungsfußballer. In den folgenden Jahren war er als Freizeitfußballer bei den drittklassigen Bezirksligisten Motor Grimma und Chemie Wolfen aktiv. Später engagierte sich Schlieder beim Fußballverband der Stadt Leipzig, wo er auch als Geschäftsführer tätig ist.